# Cerebral Bore
A Cerebral Bore egy skót  death metal együttes. 2005-ben alakultak meg Glasgow-ban. Lemezeiket az Earache Records kiadó jelenteti meg.

## Története
Az eredeti felállás ez volt: Marc Mullen - gitár, Ross Howie - éneklés, Jack Nelson - dobok, Ross Muir - basszusgitár. Először egy demót dobtak piacra, még megalakulásuk éven. Nelson 2005-ben elhagyta a zenekart, helyére Allan McDonald került, ő töltötte be a dobos szerepet. 2006-ban a Pathogen tagja, Paul McGuire csatlakozott az együtteshez, aki egészen a mai napig szerepel itt. 2006-ban még egy demót megjelentettek. A rá következő években már turnéztak is, olyan nevekkel, mint a Suffocation, Brutal Truth vagy a Devourment. 2010-ben új énekessel gyarapodott a zenekar: a holland Simone Pluijmers-szel. Első nagylemezüket ugyanebben az évben kezdték el rögzíteni, majd szintén 2010-ben feliratkoztak az Earache Records-hoz, 2011-ben már meg is jelent az album. 2011-ben McGuire-t és Kyle Rutherford basszusgitárost a New York-i rendőrség letartóztatta és bebörtönözte, ugyanis ők azt hitték, hogy a zenekar tagjai voltak azok a bűnözők, akik négy embert meggyilkoltak egy Long Island-i patikában. Egy héttel később azonban szabadon engedték őket. 2012-ben a neves "Summer Slaughter Tour"on is koncerteztek. Simone Pluijmers ugyanebben az évben elhagyta a Cerebral Bore sorait.

## Tagok
- Paul McGuire - gitár (2006-)
- Allan McDonald - dobok (2006-)
- Federico Benini - basszusgitár (2012-)

Volt tagok:
- Simone Pluijmers - éneklés (2010-2012)
- Kyle Rutherford - basszusgitár (2009-2012)
- Phil Differ - basszusgitár (2006-2007)
- Marc Mullen - gitár (2005)
- Ross Muir - basszusgitár (2005)
- Ross Howie - éneklés (2005, 2006-2008)
- David Culbert - éneklés (2008-2010)
- Paddy Connoly - éneklés (2008)
- Chris Lewis - éneklés (2006)
- Jack Nelson - dobok (2005)

## Diszkográfia
- Maniacal Miscreation (stúdióalbum, 2011)

## Egyéb kiadványok
- The Dead Flesh Architect (2006, demó)